# Кастелл-Аццара
Кастелл-Аццара (італ. Castell'Azzara) — муніципалітет в Італії, у регіоні Тоскана, провінція Гроссето.
Кастелл-Аццара розташований на відстані близько 120 км на північний захід від Рима, 120 км на південь від Флоренції, 50 км на схід від Гроссето.
Населення — 1516 осіб (2014).
Щорічний фестиваль відбувається 6 грудня. Покровитель — святий Миколай.

## Демографія
Населення за роками:

Станом на 1 січня 2023 року в муніципалітеті офіційно проживали 152 іноземці з 19 країн, серед них 51 громадянин країн Євросоюзу та 3 громадяни України.

## Сусідні муніципалітети
- П'янкастаньяіо
- Прочено
- Санта-Фйора
- Семпроніано
- Сорано